# Alojzije Stepinac
Alojzije Viktor Stepinac, hrvaški nadškof, kardinal, mučenec in blaženi, * 8. julij 1898, Brezarić, Zagrebška županija, † 10. februar 1960, Krašić, Zagrebška županija.

## Mladost (1898 - 1924)

### Družina
Alojzij Viktor Stepinac se je rodil kot peti izmed osmih otrok Josipu Stepincu in ženi Barbari (rojena Penić). Josip je imel še iz prvega zakona štiri otroke z mlado vdovo, ki je umrla ob porodu zadnjega otroka. Josip je bil napreden poljedelec, ki je svoj zaslužek vlagal v obdelovanje zemlje. Bil je član velike družine, ki je do leta 1878 živela kot zadruga v Brezariću, zahodno od Zagreba.

### Šolanje
Alojzij je dokončal štiri razrede v krajevni osnovni šoli, nakar je bil leta 1909 poslan v klasično gimnazijo v Zagrebu kot samoplačniški dijak. maturiral je leta 1916.

### Vojaščina
Le nekaj dni po maturi, tik pred svojim 18. rojstnim dnem, je bil Alojzij vpoklican v avstro-ogrsko vojsko ter je 29. junija vstopil v 96. karlovški polk in odšel na šestmesečni pouk na Reko.
V 1. svetovni vojni se je boril na italijanskem bojišču. V juliju 1918 je bil ranjen v nogo, zajet in tako je naslednjih pet mesecev (do decembra) preživel v ujetništvu v nekaterih italijanskih taboriščih za vojne ujetnike, kjer se je lotil učenja italijanščine. Avstro-Ogrska je ob koncu oktobra razpadla, v Zagrebu se je 29. oktobra osnoval Narodni svet, oblikovale so se nove narodne države, cesar Karel je razrešil vojsko zaobljube vdanosti, ustanovljena je Jugoslovanska legija, da bi se borila na solunski fronti. Stepinac se je prijavil kot prostovoljec. 6. decembra 1918, po podpisu premirja in razglasitvi Kraljevine Srbov, Hrvatov in Slovencev je bil odpuščen iz taborišča in poslan v Solun, kjer je preživel Božič v karanteni. Prava borba je bila že prej končana, in Stepinac se je po premestitvah iz Soluna v nekaj makedonskih mest demobiliziral spomladi 1919 ter se vrnil domov.

### Študij in zaprošnja
Po vrnitvi ga je oče nagovarjal, naj gre študirat na univerzo. Tako je jeseni 1919 odpotoval v Zagreb, obiskal nekaj fakultet in se končno odločil za agronomijo, ki bi mu omogočila, da bi lahko pomagal očetu na obsežni družinski posesti. Na koncu prvega semestra se je odločil zapustiti študij, ne da bi naredil izpite. Vrnil se je k očetu, ki ga je postavil za upravitelja enega od največjih družinskih posestev v Kamenarevem. Včlanil se je v  krajevno podružnico Katoliške mladine.
Leta 1922 se je v Brnu s še drugimi 1500 mladimi Hrvati udeležil mednarodnega shoda katoliške mladine. Nosil je veliko hrvaško zastavo na čelu skupine, v kateri je navezal tudi nekaj vseživljenjskih prijateljstev. Tedaj je njegov oče začel razmišljati, da je že čas, da se Lojzek oženi, kar mu je tudi rekel. Veliko posest v Kamenarevem je prenesel na Alojzija, da bi imel dom za bodočo nevesto. To ga je nazadnje spodbudilo, da je naredil prvi korak.
Pisal je Mariji Horvat, hčerki svojega učitelja iz osnovne šole. Dvorjenje je potekalo po pošti in tako sta si izmenjala mnogo pisem. No, s časom je Stepinac pisal vse redkeje in z vse manj zanimanja. Marija mu je vrnila prstan in Stepinac je niti ni pokušal prepričevati, da bi si premislila. Vrnil ji je njena pisma in jo prosil, da uniči njegova, ter ji zaželel vse dobro v prihodnosti.

### Klic za duhovnika
Alojzij je bil še naprej brez določenih načrtov, neodločen, kaj bi počel v življenju. Njegov bivši razrednik v gimnaziji Josip Lončarić ga je že zgodaj prepoznal kot neobičajnega dečka in možnega bodočega duhovnika. Leta 1924 mu je pisal ter mu v prikriti obliki namignil, da je poslanstvo njegovega življenja v duhovništvu.
Poln dvomov je odpotoval v Đakovo na zbor Orlov, enega izmed društev hrvaškega katoliškega gibanja, kjer se je spoznal s Franjem Šeperjem, mladeničem, ki je pravkar maturiral in se odpravljal v enega izmed rimskih semenišč. Stepinac mu je zaupal, da tudi sam razmišlja o duhovniškem poklicu in da želi iti v Innsbruck, kjer je že študiral njegov stric, kanonik Matija Stepinac in kjer so predavanja potekala v nemščini. Študija ni želel nadaljevati v Zagrebu, saj se je tam nahajalo dosti njegovih starih prijateljev pa tudi, tam bi težko v miru študiral.
Ponovno je obiskal Lončarića in mu rekel, da se je le odločil stopiti v semenišče, samo da še ne ve v katero. Lončarić mu je predlagal rimsko Gregorijano in Stepinac je predlog sprejel. Lončarić je napisal sijajno priporočilo za rektorja, dejstvo, da je bil njegov stric Matija Stepinac, pa je samo še pripomoglo, da je bil sprejet. V oktobru 1924, v svojem 26. letu starosti, je odšel v Rim.

## Od duhovnika do nadškofa (1924 - 1941)
V Rimu, na papeški univerzi Gregoriani, je Stepinec sedem let študiral teologijo. Posvečen je bil jeseni 1930 v cerkvi svetega Petra Kanizija, novo mašo pa je obhajal v bazliki svete Marije Snežne (Santa Maria Maggiore), na praznik vseh svetih. Julija naslednje leto je končal zadnje izpite, dobil naslov doktorja in se vrnil domov.
Stepinac se je takoj hotel oprijeti poklica župnika in je zaprosil, da se mu dodeli župnija. Vendar nadškof Antun Bauer se je odločil pripeljati ga v Zagreb v svojo kurijo in ga imenoval za ceremoniarja, mu dal sobo v palači in plačo 500 dinarjev mesečno. Stepinac ni miroval in je nagovoril nadškofa Bauerja, da izda okrožnico 25. novembra 1931, s katero je osnoval Karitas na področju zagrebške škofije s podružnicami v vsaki župniji.
Leta 1931 je na svoje začudenje in začudenje drugih bil imenovan za pomožnega škofa. Nadškof Bauer je tega leta slavil svoj 80. rojstni dan in prišel je čas, da se izbere njegov naslednik. To je bil mučen proces, saj je bila za nadškofovo izvolitev  poleg papeževe potrebna tudi kraljeva privolitev. Po precej kandidatih, ki niso uspeli zadovoljiti bodisi kraljeve bodisi kakšne druge zahteve, je v razgovoru s senjskim škofom Starčevićem bilo izpostavljeno Stepinčevo ime. Čeprav ni dosegel kanoniških let, da bi postal škof, je imel doktorat iz Gregoriane in zaradi tega je Sveti sedež nanj gledal z naklonjenostjo. Poleg tega je bil formalno solunski prostovoljec, kar je pozitivno vplivalo na kraljevo mnenje.
Ko je Stepinac izvedel, da bo postal Bauerjev naslednik, je sprva brez besed gledal v nadškofa Bauerja, nakar ga je popadel smeh. Ko pa je Bauer svojo trditev ponovil, je Stepinac padel na kolena, govoreč, kako je mlad in povsem neprimeren. Monsinjor Pellegrinetti ga je tolažil: »Bodite mirni! Pomota, da ste mladi, postaja z vsakim dnem manjša.« 
Po smrti nadškofa Bauerja 7. decembra 1937 je Stepinac prejel polni naslov položaja, na katerem je de facto že bil.
Iz te dobe je tudi prigoda, kako je šel v frančiškanski red. Leta 1943 je bil na Kongresu frančiškanskih profesorjev iz vseh slovanskih držav sprejet k frančiškanskim tretjerednikom, na željo očeta Dionizija, upravitelja zagrebških tretjerednikov.

### Kardinal
Papež Pij XII.  ga je 29. novembra 1952 imenoval za kardinala katoliške Cerkve.

## Smrt in češčenje
Umrl je v hišnem priporu v rojstni vasi Krašić pod Gorjanci dne 10. februarja 1960. Pokopan je v zagrebški katedrali. 

### Beatifikacija
Papež Janez Pavel II. ga je razglasil za blaženega 3. oktobra 1998 na Mariji Bistrici, romarskem središču v Zagorju. Papež Frančišek je maja 2019 razglasil, da strokovnjaki še preverjajo dokumente o kardinalu Stepincu, zbranih za postopek kanonizacije.